# Lipovljani
Lipovljani és un municipi de Croàcia que es troba al comtat de Sisak-Moslavina.